# 公孫羅
公孙罗（?—?），唐朝扬州江都县（今江苏省扬州市）人。
公孙罗传承曹宪对南梁昭明太子《文选》的研究，公孙罗官至沛王（李贤）府参军事、无锡县丞。公孙罗与扬州魏模、江夏李善一起传授《昭明文选》，李善是李邕之父。魏模在武则天时为左拾遗，其子魏景倩传其学，以拾遗召，官至度支员外郎。公孙罗注《文选》六十卷，又撰《文选音义》十卷。